# Ammothea spinosa
Ammothea spinosa is een zeespin uit de familie Ammotheidae. De soort behoort tot het geslacht Ammothea. Ammothea spinosa werd in 1907 voor het eerst wetenschappelijk beschreven door Hodgson. 